# دان دي لانج
دان دي لانج (بالهولندية: Daan Jacobus Siegfried de Lange)‏ هو لاعب كرة قدم نرويجي، ولد في 4 أغسطس 1915 في هولندا في مملكة هولندا، وتوفي في 29 مايو 1988 في هامار في النرويج. لعب مع أياكس أمستردام.

## روابط خارجية
- دان دي لانج على موقع مباريات الشطرنج (الإنجليزية)
- دان دي لانج على موقع 365Chess.com (الإنجليزية)
- دان دي لانج سجل أولمبياد الشطرنج على موقع OlimpBase.org (الإنجليزية)